# Trolejbusy w Pjongjangu
Trolejbusy w Pjongjangu – część systemu transportu publicznego w Pjongjangu, stolicy Korei Północnej.

## Historia
Pierwsze plany budowy systemu trolejbusowego w Pjongjangu sięgają 1957 r. Prace budowlane rozpoczęto w 1960 r. z rozkazu Kim Ir Sena. Otwarcie systemu miało miejsce 30 kwietnia 1962 r. Początkowo trolejbusy garażowano na wolnym powietrzu. We wrześniu 1963 r. trolejbusy połączyły dworzec z Łukiem Triumfalnym, a w połowie 1964 r. uruchomiono linię od dzielnicy Moranbong do Palgol. Pod koniec 1964 r. tabor składał się ze 130 trolejbusów Ch’ŏllima-9.11 i 24 Ch’ŏllima-9.25. Kolejne dwie linie uruchomiono w 1965 r.: połączyły one dworzec centralny z dworcem zachodnim oraz Dom Handlowy nr 1 z dzielnicą Taedonggang. W tym samym czasie projektowano budowę linii podmiejskiej do Pyŏngsŏngu.
Pierwsze linie zamknięto w latach 70. XX wieku w związku z budową metra. W latach 80. XX wieku otwarto z kolei cztery nowe linie. Jednak po uruchomieniu systemu tramwajowego zlikwidowano linię nr 4 (zastąpiona linią tramwajową nr 2) i linię nr 10 (zastąpiona liniami tramwajowymi 1 i 3). W 2014 r. rozpoczęto budowę nowej linii trolejbusowej po śladzie zlikwidowanej linii tramwajowej nr 1, a zajezdnię tramwajową Songsin przebudowano na trolejbusową.
W 2020 r. całkowita długość sieci trakcyjnej była równa 56,6 km.

## Linie
Stan z 2020 r.
| Numer | Trasa                                           |
| ----- | ----------------------------------------------- |
| 1     | Ryonmot-dong – dworzec Pjongjang                |
| 2     | dworzec Pjongjang – zajezdnia Sanghung          |
| 3     | zajezdnia Hwalyeog – dworzec Pjongjang Zachodni |
| 4     | zajezdnia Songsin – plac Songyo                 |
| 5     | Hwanggŭmbŏl – Songsin                           |
| 6     | zajezdnia Munsu – Dom Towarowy nr 2             |
| 8     | Hwanggŭmbŏl – Łuk Triumfalny                    |
| 9     | Ryonmot-dong – Ryongsŏng                        |
| 10    | dworzec Pjongjang – Pałac Kultury i Nauki       |
| 11    | dworzec Pjongjang Zachodni – zajezdnia Sopo     |

## Tabor
Stan z 16 marca 2024 r.
| Zdjęcie | Typ                        | Liczba |
| ------- | -------------------------- | ------ |
|         | Ch’ŏllima-518/2            | 1      |
|         | Ch’ŏllima-518/1            | 3      |
|         | Ch’ŏllima-321              | 45     |
|         | Ch’ŏllima-316              | 20     |
|         | Ch’ŏllima-091              | 195    |
|         | Ch’ŏllima-862              | 22     |
|         | Ch’ŏllima-973              | 54     |
|         | Ch’ŏllima-971              | 2      |
|         | Ch’ŏllima-961              | 13     |
|         | Ch’ŏllima-951 (przegubowa) | 2      |
|         | Ch’ŏllima-951              | 1      |
|         | Ch’ŏllima-903              | 7      |
|         | Ch’ŏllima-901              | 1      |
|         | Ch’ŏllima-90               | 1      |
|         | Ch’ŏllima-84               | 3      |
|         | Ch’ŏllima-82               | 2      |
|         | Ch’ŏllima-74               | 3      |
|         | Ch’ŏllima-72               | 1      |
|         | Ch’ŏllima-70               | 5      |
|         | Ch’ŏllima-9.25             | 1      |
|         | Łączna liczba:             | 386    |